# Granada Hills (Los Ángeles)
Granada Hills es un barrio ubicado en la ciudad de Los Ángeles en el condado de Los Ángeles en el estado estadounidense de California.
La comunidad tiene un programa deportivo y una variedad de centros de recreación de la ciudad. El barrio cuenta con catorce colegios públicos y diez privados.

## Geografía
Granada Hills se encuentra ubicada en las coordenadas 34°17′0″N 118°30′0″O / 34.28333, -118.50000.
| Parámetros climáticos promedio de Granada Hills, Los Angeles, California | Parámetros climáticos promedio de Granada Hills, Los Angeles, California | Parámetros climáticos promedio de Granada Hills, Los Angeles, California | Parámetros climáticos promedio de Granada Hills, Los Angeles, California | Parámetros climáticos promedio de Granada Hills, Los Angeles, California | Parámetros climáticos promedio de Granada Hills, Los Angeles, California | Parámetros climáticos promedio de Granada Hills, Los Angeles, California | Parámetros climáticos promedio de Granada Hills, Los Angeles, California | Parámetros climáticos promedio de Granada Hills, Los Angeles, California | Parámetros climáticos promedio de Granada Hills, Los Angeles, California | Parámetros climáticos promedio de Granada Hills, Los Angeles, California | Parámetros climáticos promedio de Granada Hills, Los Angeles, California | Parámetros climáticos promedio de Granada Hills, Los Angeles, California | Parámetros climáticos promedio de Granada Hills, Los Angeles, California |
| Mes                                                                      | Ene.                                                                     | Feb.                                                                     | Mar.                                                                     | Abr.                                                                     | May.                                                                     | Jun.                                                                     | Jul.                                                                     | Ago.                                                                     | Sep.                                                                     | Oct.                                                                     | Nov.                                                                     | Dic.                                                                     | Anual                                                                    |
| ------------------------------------------------------------------------ | ------------------------------------------------------------------------ | ------------------------------------------------------------------------ | ------------------------------------------------------------------------ | ------------------------------------------------------------------------ | ------------------------------------------------------------------------ | ------------------------------------------------------------------------ | ------------------------------------------------------------------------ | ------------------------------------------------------------------------ | ------------------------------------------------------------------------ | ------------------------------------------------------------------------ | ------------------------------------------------------------------------ | ------------------------------------------------------------------------ | ------------------------------------------------------------------------ |
| Temp. máx. media (°C)                                                    | 22.8                                                                     | 23.9                                                                     | 24.4                                                                     | 26.7                                                                     | 30                                                                       | 32.8                                                                     | 37.2                                                                     | 37.8                                                                     | 36.7                                                                     | 30                                                                       | 26.7                                                                     | 23.3                                                                     | 29.8                                                                     |
| Temp. mín. media (°C)                                                    | 5.6                                                                      | 6.7                                                                      | 8.9                                                                      | 12.2                                                                     | 15                                                                       | 17.2                                                                     | 18.9                                                                     | 20                                                                       | 18.9                                                                     | 15.6                                                                     | 11.1                                                                     | 6.7                                                                      | 13.7                                                                     |
| Precipitación total (mm)                                                 | 86.1                                                                     | 79.5                                                                     | 71.1                                                                     | 17                                                                       | 8.6                                                                      | 3                                                                        | 1                                                                        | 3                                                                        | 8.9                                                                      | 11.4                                                                     | 32.5                                                                     | 47.5                                                                     | 370.8                                                                    |
| Fuente: U.S. Climate Data                                                |                                                                          |                                                                          |                                                                          |                                                                          |                                                                          |                                                                          |                                                                          |                                                                          |                                                                          |                                                                          |                                                                          |                                                                          |                                                                          |

## Educación

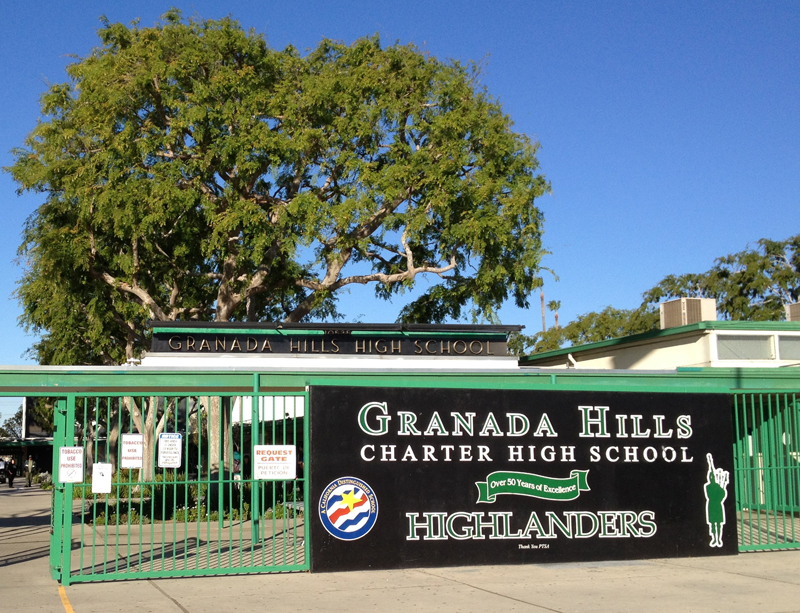
Escuela Preparatoria Granada Hills Charter

El Distrito Escolar Unificado de Los Ángeles gestiona las escuelas públicas.
- Escuela Preparatoria Granada Hills Charter
- Escuela Preparatoria John F. Kennedy